# Mulloidichthys mimicus
Mulloidichthys mimicus (Randall & Guézé, 1980) è un pesce appartenente alla famiglia Mullidae proveniente dalle regioni tropicali dell'Indo-Pacifico. Raggiunge i 30 cm.